# Rickenbach (kanton Zurych)
Rickenbach – miejscowość i gmina (Politische Gemeinde) w północnej Szwajcarii, w kantonie Zurych, w okręgu (Bezirk) Winterthur.  

## Demografia
W Rickenbachu mieszka 2770 osób. W 2021 roku 11,7% populacji gminy stanowiły osoby urodzone poza Szwajcarią.

## Transport
Przez teren gminy przebiegają drogi główne nr 353, nr 504 i nr 506.